# Сентрејлија (Илиноис)
Сентрејлија (енгл. Centralia) град је у америчкој савезној држави Илиноис. По попису становништва из 2010. у њему је живело 13.032 становника.

## Демографија
Према попису становништва из 2010. у граду је живело 13.032 становника, што је 1.104 (7,8%) становника мање него 2000. године.
| Група             | 2000.          | 2010.          |
| Белци             | 12.128 (85,8%) | 10.999 (84,4%) |
| Афроамериканци    | 1.462 (10,3%)  | 1.334 (10,2%)  |
| Азијати           | 103 (0,7%)     | 93 (0,7%)      |
| Хиспаноамериканци | 170 (1,2%)     | 281 (2,2%)     |
| Укупно            | 14.136         | 13.032         |